# Helena Giżycka
Helena z domu Loth Giżycka (ur. 23 sierpnia 1916, zm. 1944 w Warszawie) – magister filozofii. Była żołnierzem AK. Brała udział w powstaniu warszawskim jako sanitariuszka w szpitalu powstańczym. Zginęła pod gruzami walącego się domu.